# Acanthos de Sparte
Acanthos de Sparte ou de Lacédémone (grec ancien : Άκανθος, parfois orthographié Acanthus, Acanthos ou Akanthos en français) est un athlète originaire de Sparte.

## Biographie
Lors de la XVe édition des Jeux olympiques antiques en 720, il aurait gagné la deuxième édition de l'épreuve du diaulos (course d'une longueur de 2 stades, soit environ 384 mètres) et l'épreuve du dolichos (course de fond d'environ 24 stades, soit environ 4 600 mètres) pour sa première édition.
Il aurait été le premier athlète à courir nu,. Thucydide ne cite pas son nom mais rapporte lui aussi que les Spartiates furent les premiers à se dépouiller de leurs vêtements lors des jeux.
Pausanias pourtant cite un autre athlète du nom d'Orsippos (en grec ancien  Ὄρσιππος) qui aurait été le premier à se dénuder.